# Quora
Quora es una red social de preguntas y respuestas creada en junio de 2009, lanzada como una beta privada en diciembre de 2009 y públicamente disponible desde el 21 de junio de 2010.
Fundado conjuntamente por Adam D'Angelo (antiguo CTO de Facebook) y Charlie Cheever, en marzo de 2010 recibe fondos de Benchmark Capital, con un capital inicial de ochenta y seis millones de dólares, según rumores.
El servicio de Quora permite hacer preguntas y dar respuestas. Los usuarios pueden comentar las preguntas y valorarlas mediante votos positivos o negativos.

## Historia

### Fundación y denominación
Quora fue cofundada por ex empleados de Facebook Adam D'Angelo y Charlie Cheever en junio de 2009. En respuesta a la pregunta «¿Cómo se les ocurrió a Adam D'Angelo y Charlie Cheever el nombre Quora?» escrito en Quora en 2011, Charlie Cheever declaró: «Pasamos algunas horas haciendo una lluvia de ideas y escribiendo todas las ideas que se nos ocurrieron. Después de consultar con amigos y eliminar los que no amamos, lo redujimos a 5 o 6 finalistas, y finalmente se decidió por Quora». Cheever continuó diciendo: «La competencia más cercana que tenía [el nombre] Quora era Quiver».

### 2010-2013: crecimiento inicial
En marzo de 2010, Quora, Inc. fue valorada en $ 86 millones. Este sitio estuvo disponible para el público por primera vez el 21 de junio de 2010, y fue elogiada por su interfaz y por la calidad de las respuestas escritas por sus usuarios, muchos de los cuales fueron reconocidos como expertos en sus campos. La base de usuarios de Quora aumentó rápidamente y, a fines de diciembre de 2010, el sitio estaba experimentando picos de visitantes de cinco a diez veces su carga habitual  —tanto que el sitio web inicialmente tuvo dificultades para manejar el aumento del tráfico—. Hasta 2018, Quora no mostraba anuncios porque «… los anuncios a menudo pueden ser negativos para la experiencia del usuario. A nadie le gusta anuncios de banner, anuncios de empresas sospechosas o anuncios que son irrelevantes para sus necesidades».
En junio de 2011, Quora rediseñó la navegación y usabilidad de su sitio web. El cofundador Adam D'Angelo comparó el Quora rediseñado con Wikipedia, y declaró que los cambios en el sitio web se crearon sobre la base de lo que había funcionado y lo que no había funcionado cuando el sitio web había experimentado un crecimiento sin precedentes seis meses antes. En septiembre de 2012, el cofundador Charlie Cheever renunció como cooperador de la empresa, asumiendo un rol de asesor. El otro cofundador, Adam D'Angelo, continuó manteniendo un alto grado de control sobre la empresa.
En enero de 2013, Quora lanzó una plataforma de blogs que permite a los usuarios publicar contenido sin respuesta. Quora lanzó una búsqueda de texto completo de preguntas y respuestas en su sitio web el 20 de marzo de 2013, y extendió la función a dispositivos móviles a fines de mayo de 2013. También anunció en mayo de 2013 que las métricas de uso se habían triplicado en relación con el mismo período del año anterior. En noviembre de 2013, Quora introdujo una función llamada  Estadísticas  para permitir que todos los usuarios de Quora vean resumen y estadísticas detalladas de cuántas personas vieron, votaron a favor y compartieron sus preguntas y respuestas. TechCrunch informó que, aunque Quora no tenía planes inmediatos de monetización, creían que los anuncios de búsqueda probablemente serían su eventual fuente de ingresos.

### 2014-2017: crecimiento continuo y nuevas funciones

#### Organización 2014
Quora estaba evolucionando hacia "un Yahoo Answers más organizado, un Reddit con más clase, un Wikipedia obstinado" y se hizo popular en los círculos tecnológicos. En abril de 2014  , Quora recaudó $ 80 millones de Tiger Global a una valoración de $ 900 millones. Quora fue uno de los 2014  Y Combinator empresas, aunque se describió como "  el Y-Combinator más antiguo de todos los tiempos ".

#### Adquisición de Parlio
En marzo de 2016, Quora adquirió el sitio web de la comunidad en línea Parlio.

#### Detalles de la pregunta
Los usuarios pudieron agregar descripciones a las preguntas.  El 8 de diciembre de 2015, se limitaron a 300 caracteres y las preguntas en sí mismas a 150, sin afectar las preguntas existentes. El 3 de agosto de 2017, los detalles de las preguntas se suspendieron por completo y se reemplazaron con un campo de entrada de URL de origen opcional para proporcionar contexto, supuestamente para alentar a los usuarios a formular preguntas de manera más descriptiva.  Los detalles de las preguntas existentes se almacenaron en los comentarios en las respectivas preguntas.

#### Lanzamientos de publicidad
En abril de 2016, Quora inició un lanzamiento limitado de publicidad en el sitio. La primera ubicación publicitaria que aceptó la empresa fue de Uber. Durante los años siguientes, el sitio comenzó a mostrar más anuncios gradualmente, pero siguió esforzándose por limitar la cantidad de anuncios y mantener los anuncios que mostraba relevantes para los usuarios que los veían.

#### Expansión multilingüe
En octubre de 2016, Quora lanzó al público una versión en  español de su sitio web; a principios de 2017, se anunció una versión beta de Quora en  francés. En mayo de 2017, se introdujeron las versiones beta en  alemán e  italiano. El 2 de septiembre de 2017 se lanzó una versión beta en  japonés. En abril de 2018, se lanzaron versiones beta en hindi, portugués e indonesio. En septiembre de 2018, Quora anunció que versiones adicionales en  bengalí,  marathi, tamil, telugu, finlandés,  noruego, sueco y   holandés fueron planificadas.

#### 2017 cambios de anonimato
El 9 de febrero de 2017, Quora anunció cambios en su función de anonimato, separando preguntas anónimas y ediciones de las cuentas.  Al preguntar o responder de forma anónima, se genera un enlace de edición anónimo, solo a través del cual la pregunta o respuesta se puede editar en el futuro.
Desde entonces, comentar de forma anónima y alternar la respuesta entre pública y anónima ya no es posible.  Estos cambios entraron en vigor el 20 de marzo de 2017. Los usuarios pudieron solicitar una lista de enlaces de edición anónimos a sus preguntas y respuestas anónimas existentes hasta entonces.

#### Financiamiento de la Serie D de 2017
En abril de 2017, Quora afirmó tener 190 millones de visitantes únicos mensuales, frente a los 100 millones del año anterior.  Ese mismo mes, se informó que Quora había recibido financiación de Serie D con una valoración de 1.800 millones de dólares.

### 2018-2019: mayor crecimiento y violación de datos
En septiembre de 2018, Quora informó que recibía 300 millones de visitantes únicos cada mes. A pesar de su gran cantidad de usuarios registrados, Quora no poseía el mismo nivel de dominio cultural dominante como sitios como Twitter, que, en ese momento, tenía aproximadamente 326 millones de usuarios registrados. Esto puede deberse a que una gran cantidad de los usuarios registrados en el sitio no lo usaban regularmente y muchos ni siquiera sabían que tenían cuentas, ya que las habían creado sin saberlo a través de otros sitios de redes sociales vinculadas a Quora o las habían creado años antes y se habían olvidado de ellas. Quora usa ventanas emergentes y  intersticiales para obligar a los usuarios a iniciar sesión o registrarse antes de que puedan ver más contenido, similar a un muro de pago medido.
En diciembre de 2018, Quora anunció que aproximadamente 100 millones de cuentas de usuario se vieron afectadas por una violación de datos. La información pirateada incluía nombres de usuarios, direcciones de correo electrónico, contraseñas encriptadas, datos de redes sociales como Facebook y Twitter si la gente hubiera optado por vincularlos a sus cuentas de Quora, las preguntas que habían hecho y las respuestas que habían escrito. Adam D'Angelo declaró: "La abrumadora mayoría del contenido accedido ya era público en Quora, pero el compromiso de la cuenta y otra información privada es serio." La información comprometida también podría permitir a los piratas informáticos iniciar sesión en la red social conectada de un usuario de Quora.  a cuentas, a través de tokens de acceso.  Una demanda colectiva, caso número 5: 18-cv-07597-BLF, fue presentada en el Distrito Norte de California, en nombre de los demandantes nombrados en Nueva Jersey y Colorado por Capstone Law y Franklin D. Azar & Associates, PC
Para mayo de 2019, Quora estaba valorada en 2.000 millones de dólares como empresa y estaba finalizando una ronda de inversión de 60 millones de dólares, liderada por Valor Equity Partners, una firma de capital privado vinculada a Tesla, Inc. y SpaceX. A pesar de esto, el sitio todavía mostraba muy pocos anuncios en comparación con otros sitios de este tipo y la empresa todavía estaba luchando por obtener ganancias, habiendo obtenido solo $ 20 millones en ingresos en 2018. Varios inversionistas dejaron pasar la oportunidad de invertir en Quora, citando el "pobre historial de la empresa de ganar dinero". Schleifer caracterizó la disparidad entre Quora valoración como empresa y sus beneficios reales como resultado de "la alta valoración de prácticamente todo en estos días en el sector tecnológico".
En diciembre de 2019, Quora anunció que abriría su primera oficina de ingeniería internacional en Vancouver, que se ocuparía del aprendizaje automático y otras funciones de ingeniería. Ese mismo mes, Quora lanzó su interfaz en versiones árabe, gujarati, hebreo, kannada, malayalam, y Telugu.

### 2020
En junio de 2020, como resultado de la pandemia de coronavirus y la respuesta de los empleados al trabajo desde casa durante el refugio en el lugar, Adam D'Angelo anunció que Quora se convertiría en "remoto primero", lo que significa que la mayoría de los empleados no tendrían que venir.  en la oficina una vez que refugio en el lugar terminó.

### 2021
El 19 de abril, Quora eliminó el requisito de que los usuarios usaran sus nombres reales y permitió que los usuarios usaran seudónimos.
El 5 de agosto, Quora comenzó a permitir que los contribuyentes monetizaran su contenido.  Además, la plataforma lanzó un servicio de suscripción llamado Quora + que permite a los suscriptores pagar una tarifa mensual de $ 5 o una suscripción anual de $ 50 para acceder al contenido que cualquier creador elija poner detrás de un muro de pago.